# 庫爾德飲食

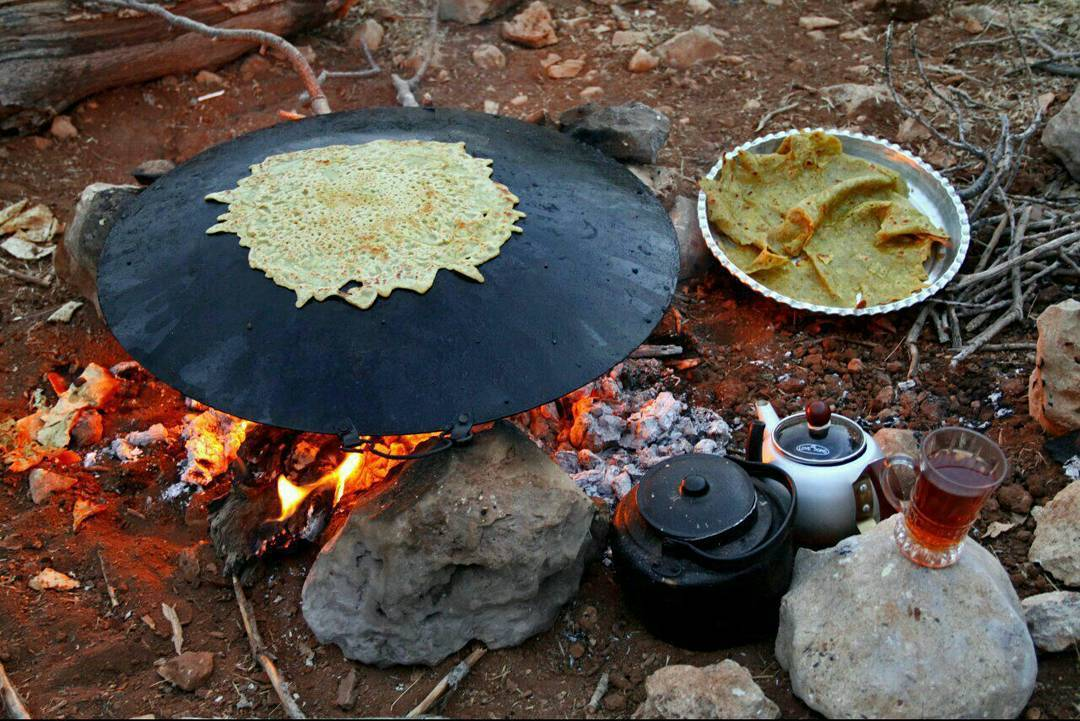
在圓形熱鐵上烘烤的傳統庫爾德麵包

庫爾德飲食（：‎）是指库尔德人的飲食習慣。库尔德人偏愛印度香饭、塔布勒沙拉、馬庫魯巴、新鲜香草、香料、 放糖的红茶、苦浓咖啡、布格麦以及爱兰。 